# 库尔农塞克
库尔农塞克（法語：Cournonsec，法語發音：[kuʁnɔ̃sɛk]）是法国埃罗省的一个市镇，位于该省中东部，属于蒙彼利埃区。

## 地理
库尔农塞克（43°32'55"N, 3°42'17"E）面积12.06 平方千米，位于法国奧克西塔尼大區埃罗省，该省份为法国南部沿海省份，南濒地中海，西南接奥德省，西北接塔恩省和阿韦龙省，东北与加尔省接壤。
与库尔农塞克接壤的市镇（或旧市镇、城区）包括：库尔农泰拉勒、法布雷格、日让、蒙巴赞。

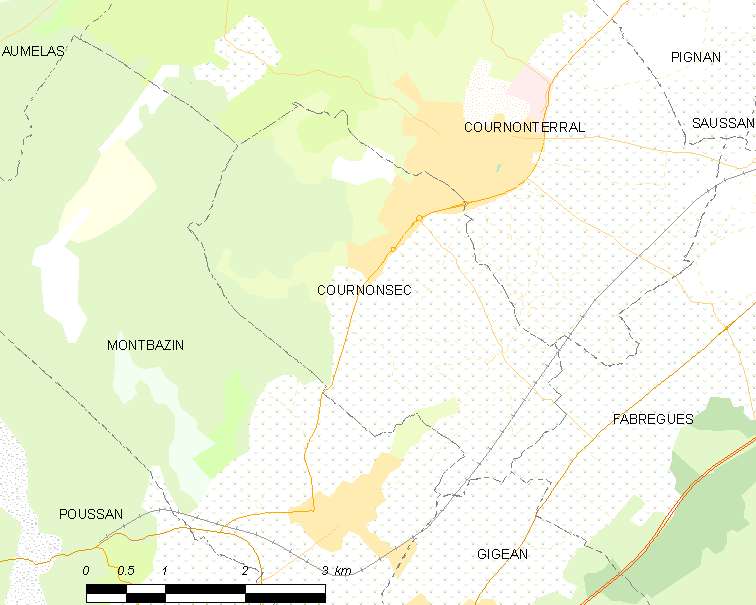
库尔农塞克的OSM定位图

库尔农塞克的时区为UTC+01:00、UTC+02:00（夏令时）。

## 行政
库尔农塞克的邮政编码为34660，INSEE市镇编码为34087。

## 政治
库尔农塞克所属的省级选区为皮尼昂县。

## 人口

1962-2008年间库尔农塞克人口变化图示

库尔农塞克于2022年1月1日时的人口数量为3583人。